# Жуан Фернандіш Лаврадор
Жуа́н Ферна́ндіш Лаврадо́р (порт. João Fernandes Lavrador, ~1453-1501) — португальський мореплавець і дослідник кінця XV століття. Він був першим сучасним дослідником північно-східного узбережжя Північної Америки, включаючи великий півострів Лабрадор, який був названий на його честь європейськими поселенцями на сході Канади. Популярна мисливська порода собак лабрадор-ретрівер названа на честь півострова і, таким чином, також носить його ім'я.

## Ім'я
Лаврадор (порт. lavrador) португальською мовою означає «хлібороб — орач» або «фермер» і не має безпосереднього відношення до роду занять сім'ї Жуана Фернандіша Лаврадора.

## Експедиції

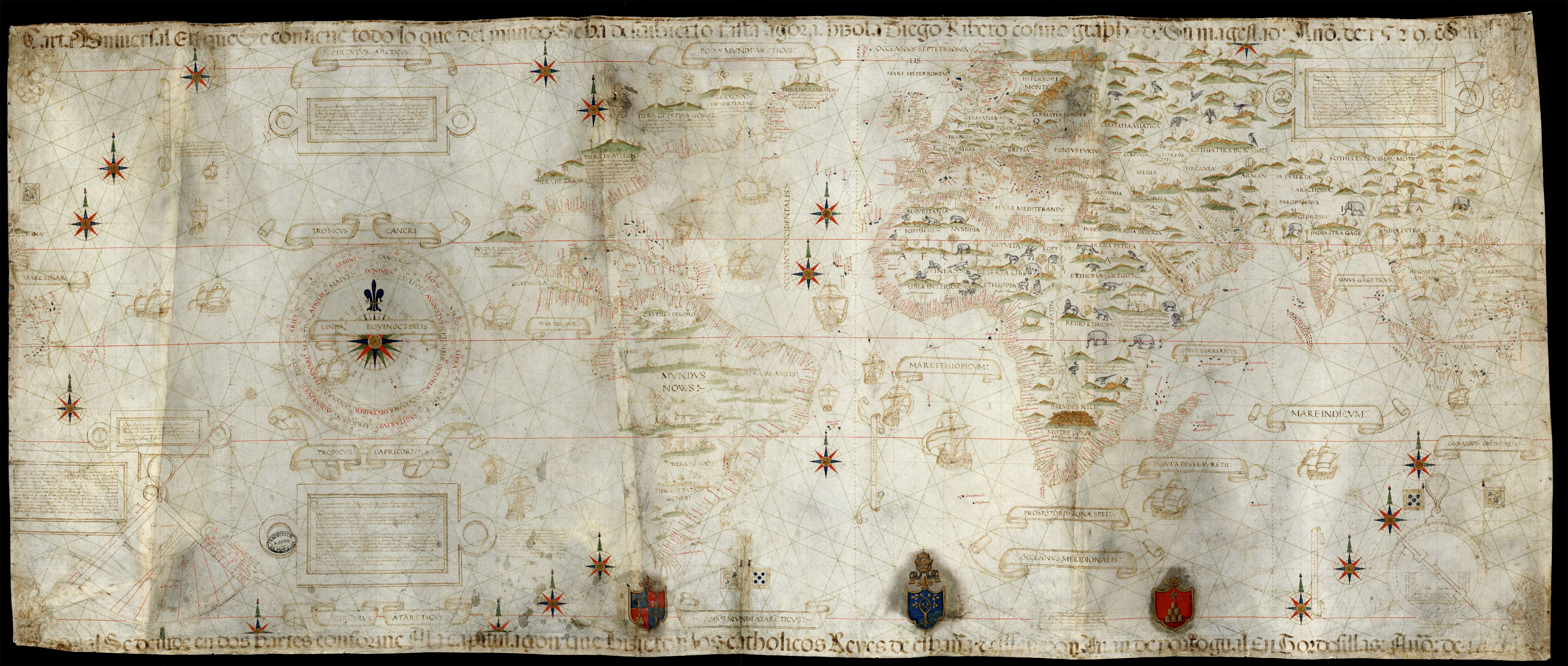
Копія іспанського Падрон-Реалу Діогу Рібейру (1529 р.) з зазначеною біля Північної Америки землею (на місці Гренландії), позначеною як «Terra de Lavrador».
В той же час землі, що знаходяться на місці сучасного Лабрадора позначені як «Terra Nova de Cortereal» («Нова земля Кортереала»)Оригінал знаходиться у Ватиканській бібліотеці.

У 1498 році король Мануел I надав Лаврадору патент, який давав йому право досліджувати землі у тій частині Атлантичного океану, яку згідно Тордесільяського договору було визначено як португальску зону контролю (тобто землі, розташовані західніше лінії тордесільяського меридіану).
Разом з Перу де Барселушем Лаврадор у 1498 році вперше побачив ті землі, які сьогодні відомі як півостров Лабрадор. Лаврадор також наніс на карту узбережжя південно-західної Гренландії та сусідньої північно-східної Північної Америки близько 1498 року; він доповів про ці спостереження та повідомив про них у Європі. Вважається, що ці землі були названі відповідно островом Лабрадора і землею Лабрадора (сучасний Лабрадор).
На карті Вольфенбюттеля 1532 року, яку, як вважають, створив іспанський катограф Діогу Рібейру, вздовж узбережжя Гренландії була додана легенда: «назва надана цій країні через те, що той, хто вперше побачив її був землеробом з Азорських островів». Це ім'я Лабрадор, тобто земля землероба/робітника. Вважається, що згаданим фермером (португальською мовою lavrador) був Жоао Фернандес Лаврадор.
Протягом перших семи десятиліть XVI століття ім'я Лабрадор найчастіше використовувалося для позначення Гренландії. В той же час сам сучасний півострів Лабрадор на перших картах позначався як «Terra Corterialis» («земля Корте-Реала»).
Після повернення з Гренландії Лаврадор приплив до Брістоля. Він отримав патент на розвідку від короля Генріха VII. У 1501 році Лаврадор відплив на відкриття земель від імені Англії. Більше про нього ніколи не чули.